# ناحیه وامری
ناحیه وامری (به عربی: دائرة وامری) یک ناحیه در الجزایر است که در استان مدیه واقع شده‌است.